# Dipseudopsis hulstaerti
Dipseudopsis hulstaerti là một loài Trichoptera trong họ Dipseudopsidae. Chúng phân bố ở vùng nhiệt đới châu Phi.